# Cône terminal
Le cône terminal ou également le cône médullaire est l'extrémité inférieure effilée de la moelle spinale. Il est en regard des deux premières vertèbres lombaires L1 et L2. L'extrémité supérieure du cône médullaire n'est généralement pas bien définie,.

## Origine
C'est la croissance différentielle entre la moelle et le rachis. Cette croissance différentielle modifie les rapports entre l'origine des racines et leur trou de conjugaison. Les racines cervicales sortent horizontalement par le trou de conjugaison qui est à leur hauteur. Mais plus on descend dans la moelle et plus les racines ont un trajet oblique vers le bas pour rejoindre le trou de conjugaison qui leur correspond. Le décalage entre trou de conjugaison et segment médullaire s'accroit donc de haut en bas. L'ensemble de ces racines rassemblées sous le cône terminal de la moelle épinière forment la queue-de-cheval.

## Syndrome du cône terminal
Le syndrome du cône terminal est un syndrome neurologique invalidant provoqué par une lésion du cône terminal de la moelle spinale.

### Sémiologie
Le tableau clinique du syndrome du cône terminal se rapproche de celui du syndrome de la queue de cheval, mais s'en distingue par la présence de signes pyramidaux. Il comporte classiquement :
- des troubles sphinctériens,
- des troubles de l'éjaculation,
- une anesthésie des muqueuses urétrale et rectale,
- une anesthésie cutanée des régions périnéale et périanale (topographie dite « en selle »)
- une parésie du psoas et des adducteurs due à l'atteinte de la première racine lombaire
- un signe de Babinski